# Gobernación de Nabatiye
La gobernación de Nabatiye (en árabe: النبطية) es una de las ocho gobernaciones del Líbano que conforman la división territorial de la República del Líbano. Su ciudad capital es la ciudad de Nabatiye.

## Demografía
A últimos de diciembre de 2017, en esta gobernación libanesa residían unas 383.839 personas, incluyendo 44.734 refugiados sirios registrados. La superficie sobre la cual Nabatiye se extiende consta de unos 1.098 kilómetros cuadrados. Considerando los datos anteriores, se puede deducir que la densidad poblacional de la Gobernación de Nabatiye era de 349,6 habitantes por cada kilómetro cuadrado.

## Distritos
La gobernación de Nabatiye está dividida en cuatro distritos, cuya población estimada en 2017 era la siguiente:
| Distrito   | Población |
| ---------- | --------- |
| Nabatie    | 155.233   |
| Maryayún   | 85.960    |
| Hasbaya    | 37.784    |
| Bint Jbeil | 104.862   |